# Liste der Biografien/Gah
Liste der Biografien |
Portal Biografien |
Personensuche
# |
A |
B |
C |
D |
E |
F |
G |
H |
I |
J |
K |
L |
M |
N |
O |
P |
Q |
R |
S |
T |
U |
V |
W |
X |
Y |
Z |
?
 
Ga |
Gb |
Gc |
Gd |
Ge |
Gf |
Gh |
Gi |
Gj |
Gk |
Gl |
Gm |
Gn |
Go |
Gp |
Gq |
Gr |
Gs |
Gu |
Gv |
Gw |
Gy |
Gz
 
Gaa |
Gab |
Gac |
Gad |
Gae |
Gaf |
Gag |
Gah |
Gai |
Gaj |
Gak |
Gal |
Gam |
Gan |
Gao |
Gap |
Gaq |
Gar |
Gas |
Gat |
Gau |
Gav |
Gaw |
Gax |
Gay |
Gaz
Die Liste der Biografien führt alle Personen auf, die in der deutschsprachigen Wikipedia einen Artikel haben. Dieses ist eine Teilliste mit 73 Einträgen von Personen, deren Namen mit den Buchstaben „Gah“ beginnt.

## Gah

### Gaha
- Gaha, Mireille Parfaite (* 1994), ivorische Sprinterin
- Gahagan, Helen (1900–1980), US-amerikanische Schauspielerin und Politikerin
- Gahamanyi, Jean-Baptiste (1920–1999), ruandischer Geistlicher und römisch-katholischer Bischof von Butare
- Gahan, Dave (* 1962), britischer Sänger und Frontmann von Depeche ModeDave Gahan (* 1962)

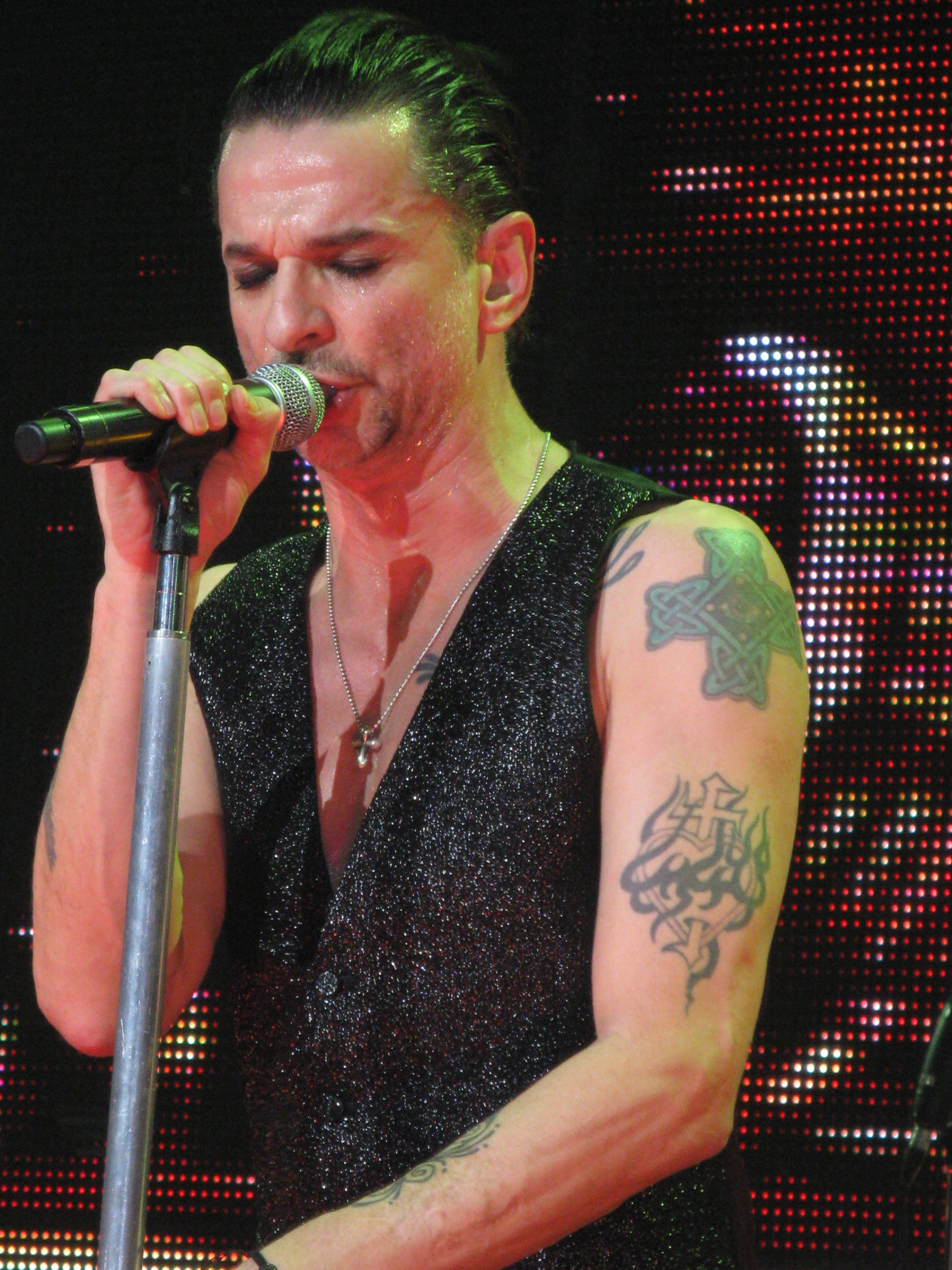
Dave Gahan (* 1962)

### Gahb
- Gahbauer, Ferdinand Reinhard (1945–2011), deutscher Ordensgeistlicher, Priestermönch des Klosters Ettal und Theologe
- Gahbler, Carl Michael (1785–1838), deutscher Lehrer und Gymnasialdirektor in Preußen

### Gahd
- Gähde, Ulrich (* 1951), deutscher Philosoph

### Gahe
- Gaheis, Alexander (1869–1942), österreichischer Klassischer Philologe und Archäologe
- Gaheis, Franz Anton de Paula (1763–1809), österreichischer Pädagoge, Schulreformer und Schriftsteller
- Gäher, Ulrich (* 1962), deutscher Fußballspieler und -trainer
- Gahes, Yahya al (* 1986), saudischer Sprinter

### Gahi
- Gahié, Marie-Ève (* 1996), französische Judoka
- Gahigiri, Kantarama (* 1976), ruandisch-schweizerische Regisseurin, Drehbuchautorin und Schauspielerin
- Gahimbaré, Jean-Paul (* 1970), burundischer Marathonläufer
- Gahinet, André (* 1941), französischer Autorennfahrer

### Gahl
- Gahlbeck, Christian (* 1958), deutscher Historiker
- Gahlbeck, Rudolf (1895–1972), deutscher Maler, Graphiker, Kunstpädagoge und Schriftsteller
- Gähle, Stefan (* 1969), deutscher Fußballspieler
- Gahleitner, Peter (1962–2024), österreichischer Kabarettist
- Gahleitner, Sieglinde (* 1965), österreichische Juristin, Richterin am Verfassungsgerichtshof
- Gahleitner, Silke Birgitta (* 1966), deutsche Sozialarbeiterin, Psychologin und Sozialarbeitswissenschaftlerin
- Gahlen, Emil von (1828–1919), deutscher Unternehmer
- Gahlen, Hugo von (1821–1899), deutscher Unternehmer
- Gahlen, Hugo von (1860–1933), deutscher Unternehmer
- Gahlen, Markus, deutscher Gitarrist und Sänger
- Gahlen, Walter (1908–1994), deutscher Facharzt für Dermatologie und Hochschullehrer
- Gahlen-Hoops, Wolfgang von (* 1974), deutscher Pflegewissenschaftler, Pflegepädagoge und Hochschulprofessor
- Gahlenbeck, Hans (1896–1975), deutscher Dirigent und Generalmusikdirektor (GMD)
- Gähler, Caspar Siegfried (1747–1825), deutscher Verwaltungsjurist und Bürgermeister von Altona
- Gähler, Casper Friedrich von (1736–1797), dänischer Generalmajor
- Gähler, Heinz (* 1952), Schweizer Skilangläufer
- Gähler, Markus (1966–1997), Schweizer Skispringer
- Gahler, Michael (* 1960), deutscher Politiker (CDU), MdEPMichael Gahler (* 1960)

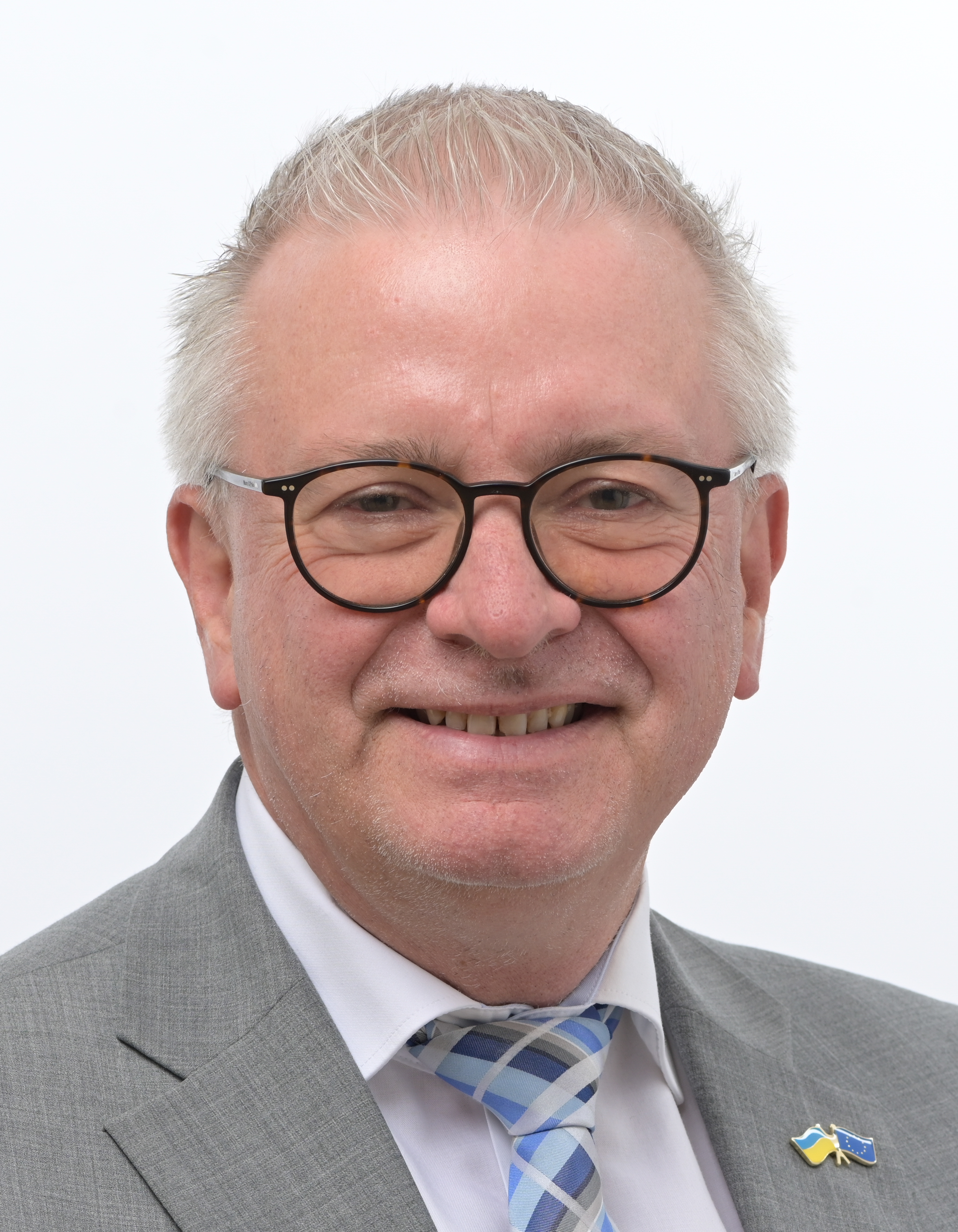
Michael Gahler (* 1960)

- Gähler, Peter Elias von (1718–1783), dänischer General der Infanterie und Kriegsminister, 1749 dänischer Adel
- Gähler, Rudolf (* 1941), deutscher Geiger und Rundbogenspieler
- Gahler, Sebastian (* 1978), deutscher Jazzpianist und Komponist
- Gähler, Sigismund Wilhelm von (1704–1788), dänischer Diplomat und Oberpräsident von Altona
- Gahler, Torsten (* 1973), deutscher Politiker (AfD), MdL
- Gähler, Ute (* 1941), deutsche Rennrodlerin
- Gahlert, Ben (* 2000), deutscher Basketballspieler
- Gahlings, Ute (* 1963), deutsche Philosophin und Autorin

### Gahm
- Gahmberg, Carl G. (* 1942), finnischer Biochemiker und Zellbiologe

### Gahn
- Gahn, Harry C. (1880–1962), US-amerikanischer Politiker (Republikanische Partei)
- Gahn, Johan Gottlieb (1745–1818), schwedischer Chemiker
- Gahn, Peter (* 1970), deutscher Komponist
- Gahntz, Ekkehardt (1945–2025), deutscher Journalist, Redakteur, Moderator und Nachrichtensprecher

### Gahr
- Gahr, Hans-Josef (1889–1952), deutscher Politiker (CDU), MdL
- Gahr, Hermann (* 1960), österreichischer Politiker (ÖVP), Abgeordneter zum Nationalrat
- Gahr, Klaus (* 1955), deutscher Fußballspieler
- Gahr, Manfred (* 1959), deutscher Ornithologe und Neurobiologe
- Gahr, Matthias E. (* 1971), deutscher Komponist und Texter
- Gahr, Michael (1939–2010), deutscher Schauspieler und Synchronsprecher
- Gahr, Sabrina (* 1994), deutsche Fußballspielerin
- Gahre, Florian (* 1982), deutscher Politiker (SPD)
- Gähres, James Allen (* 1943), US-amerikanischer Dirigent
- Gährich, Wenzel (1794–1864), deutscher Violinist und Komponist
- Gahrke, Claudia (* 1966), deutsche Schauspielerin und Sprecherin
- Gahrliep von der Mühlen, Gustav Casimir (1630–1717), Leibarzt von Friedrich I., Mitglied der Gelehrtenakademie Leopoldina
- Gahrmann, Arno (* 1945), deutscher Wirtschaftswissenschaftler und Hochschullehrer
- Gahrns, Heinrich (1882–1955), deutscher Politiker (CDU) und Abgeordneter des ernannten Braunschweigischen Landtages
- Gährs, Johannes (1874–1956), deutscher Wasserbauingenieur und Baubeamter, Ministerialdirektor im Reichsverkehrsministerium und Präsident der Preußischen Akademie des Bauwesens
- Gahrton, Per (1943–2023), schwedischer Politiker (Miljöpartiet de Gröna), Mitglied des Riksdag, MdEP
- Gahrtz, Nikolaus Georg Gabriel (1791–1830), deutscher Jurist

### Gahs
- Gahse, Sigfrid (* 1938), deutscher Unternehmer, Wissenschaftler und Künstler
- Gahse, Zsuzsanna (* 1946), deutsche Schriftstellerin

### Gaht
- Gähte, Kerstin (1958–2017), deutsche Schauspielerin

### Gahu
- Gahungu, Apollinaire († 2015), burundischer Radiojournalist und Sportfunktionär
- Gahura, František Lydie (1891–1958), tschechischer Architekt und bildender Künstler
- Gahutu, Abdul Karim, islamischer Rechtsgelehrter

### Gahw
- Gähwiler, Beat (* 1965), Schweizer Leichtathlet
- Gähwiler, Beat H. (* 1940), Schweizer Neurowissenschaftler
- Gähwiler, Lukas (* 1965), Schweizer Bankmanager
- Gähwiller, Sylvia (1909–1999), Schweizer Sängerin der Stimmlage Sopran und Gesangspädagogin